# Borsodnádasd
Borsodnádasd é uma cidade da Hungria, situada no condado de Borsod-Abaúj-Zemplén. Tem 28,07 km² de área e sua população em 2019 foi estimada em 3.079 habitantes.